# Chambray
Chambray é uma comuna francesa na região administrativa da Normandia, no departamento de Eure. Estende-se por uma área de 8,45 km². Em 2010 a comuna tinha 429 habitantes (densidade: 50,8 hab./km²).